# 1951
Il 1951 (MCMLI in numeri romani) è un anno  del XX secolo.

## Eventi
- Dalla ritirata dei nazionalisti cinesi sull'isola di Taiwan (1949), gli Stati Uniti perseguono incessantemente una campagna di incursioni sul territorio della Repubblica popolare cinese, nonostante ripetute richieste di aiuto e amicizia avanzate dal premier comunista Chou En-lai. Nel mese di aprile la CIA sostiene un'operazione militare con alcune migliaia di nazionalisti cinesi fuoriusciti, organizzati e armati sul territorio birmano, assistita con rifornimenti aerei da C-46 e C-47 statunitensi. L'obiettivo è la provincia dello Yunnan. Il tentativo è respinto dai comunisti in meno di una settimana, con ingenti perdite anche fra i consiglieri della CIA.
- Il Quartetto Cetra debutta in teatro con Garinei e Giovannini.
- Nel mese di febbraio 120 soldati israeliani penetrano in territorio giordano per portare un attacco al villaggio arabo di Falama. Sotto il tiro della Guardia Nazionale Giordana, il battaglione è costretto alla ritirata. L'operazione rientra nella politica del "fuoco libero" adottata da Israele nel confronti dei palestinesi che cercano di rientrare clandestinamente nei territori che avevano dovuto abbandonare nel 1948. Tra il '49 e il '56 l'esercito israeliano uccide tra le 2 700 e le 5 000 persone, quasi tutte disarmate.
- Graham Greene pubblica il romanzo The end of the affair.

### Gennaio
- 4 gennaio – Guerra di Corea: le truppe cinesi e nordcoreane occupano Seul, la capitale della Corea del Sud.
- 5 gennaio – dopo la nomina a comandante supremo della NATO in Europa, Dwight Eisenhower lascia l'incarico di rettore della Columbia University.
- 11 gennaio – Italia: entra in vigore la riforma Vanoni così chiamata dal suo promotore, il ministro delle Finanze Ezio Vanoni. La nuova legge riforma il sistema tributario italiano e introduce l'obbligo della dichiarazione annuale dei redditi.
- 17 gennaio – il generale Eisenhower giunge in Italia per una visita nell'ambito degli accordi sul riarmo dell'Europa a cui ha partecipato anche il Presidente del Consiglio De Gasperi. Nel Paese scoppiano gravi incidenti durante le manifestazioni di protesta delle opposizioni, violentemente represse dalle forze dell'ordine.
- 27 gennaio – nello Stato del Nevada gli Stati Uniti danno inizio a nuovi test nucleari per la produzione di bombe atomiche.
- 29-31 gennaio – prima edizione del Festival della canzone italiana di Sanremo (trasmesso in radio); vince Nilla Pizzi.

### Febbraio
- 1º febbraio – l'Assemblea Generale delle Nazioni Unite dichiara la Repubblica popolare cinese "paese aggressore" nella guerra di Corea.
- 12 febbraio – Teheran: lo scià Mohammad Reza Pahlavi sposa, in seconde nozze, la giovane Soraya Esfandiary Bakhtiari. Sarà anch'essa ripudiata per la successiva Farah Diba.
- 21 febbraio – Venezia: si conclude il processo in Corte d'Assise contro trentadue componenti della Volante Rossa di cui cinque latitanti. Ai diciotto imputati presenti sono comminati quattro ergastoli e altre pene minori.
- 27 febbraio – viene ratificato il ventiduesimo emendamento della Costituzione degli Stati Uniti, che limita a due soli mandati l'eleggibilità del presidente in carica.

### Marzo
- 6 marzo – ha inizio negli Stati Uniti il processo ai coniugi Ethel e Julius Rosenberg, nell'ambito della repressione maccarthista. L'accusa è spionaggio a favore dell'URSS.
- 7 marzo – in Italia viene approvata la legge per il riarmo militare. Vengono stanziati 150 miliardi per modernizzare l'esercito, con materiale bellico fornito dagli USA.
- 11 marzo – Italia – Dall'unione dei socialisti contrari all'accordo con i comunisti, nasce il Partito Socialista Democratico Italiano.
- 14 marzo – in Corea, le truppe americane riconquistano Seul.
- 21 marzo – Paul Kletzki dirige la prima mondiale della Sinfonia in un tempo di Malipiero al Teatro Argentina di Roma.
- 30 marzo
  - Chieti: il Tribunale condanna a otto mesi di reclusione Laura Diaz, deputata comunista, per "oltraggio al capo di uno stato estero", per una frase contro il Papa pronunciata in un comizio.
  - Israele: si effettua un'evacuazione forzata di 800 persone da due villaggi arabi al confine con la Siria. L'operazione rientra nel piano di annessione di 15.000 acri di territorio "demilitarizzato" (sottratto agli arabi durante la guerra e posto sotto il controllo internazionale) per lo sviluppo agricolo.

### Aprile
- 2 aprile – il generale Dwight Eisenhower assume il comando supremo delle forze alleate in Europa (NATO).
- 4 aprile – una pattuglia di falsi "poliziotti" israeliani penetra in territorio siriano a scopo di provocazione, sventolando la bandiera ebraica. L'esercito siriano apre il fuoco uccidendoli.
- 5 aprile
  - Il governo israeliano ordina una rappresaglia che consiste nel distruggere tre villaggi arabi, bombardare la postazione militare siriana che ha sparato contro i militari israeliani e una stazione di polizia; presenta inoltre un reclamo al Consiglio di sicurezza dell'ONU per l'assassinio dei sette "poliziotti". Il tutto a fronte di un incidente provocato da Israele stesso. «Con tali misure si intendeva sgomberare l'area di confine dai civili arabi, manifestare la determinazione israeliana a non accettare alcuna restrizione alla sovranità che reclamava nella zona demilitarizzata e dissuadere i siriani dal ricorrere nuovamente alla forza militare». [A. Shlaim, Il muro di ferro, Bologna, Il ponte, 2003, pag. 99]
  - I coniugi Rosenberg sono condannati alla pena capitale.
- 9 aprile – il presidente statunitense Harry Truman destituisce il generale Douglas Mac Arthur comandante delle truppe ONU in Corea.
- 18 aprile – Parigi: Francia, Repubblica Federale Tedesca, Italia, Paesi Bassi, Belgio e Lussemburgo, i sei stati che fonderanno l'Unione europea, firmano il Trattato di Parigi che istituisce la Comunità europea del carbone e dell'acciaio (CECA).

### Maggio
- 18 maggio – il Consiglio di sicurezza dell'ONU condanna Israele per l'attacco alla Siria, e ingiunge allo Stato ebraico di far rientrare gli abitanti espulsi.
- 25 maggio – due diplomatici inglesi Donald Maclean e Guy Burgess, spie al servizio dell'Unione Sovietica, fuggono a Mosca.

### Giugno
- 3 giugno – Roma: Beatificazione di papa Pio X
- 13 giugno – Nilo Piccoli viene eletto sindaco di Trento.
- 20 giugno – Nazioni Unite: l'Assemblea generale approva la Convenzione relativa allo statuto dei rifugiati.

### Luglio
- 14 luglio – a Silverstone nel Gran Premio di Gran Bretagna 1951 la Ferrari di José Froilán González taglia per prima il traguardo. È la prima vittoria della Ferrari in un Gran Premio di Formula 1.
- 16 luglio – re Leopoldo III del Belgio abdica a favore del figlio Baldovino.
- 20 luglio – re Abdullah I di Giordania è assassinato durante la preghiera del venerdì, a Gerusalemme.
- 26 luglio – si forma il settimo governo De Gasperi, composto da DC e PRI. L'onorevole Angela Maria Guidi Cingolani è nominata sottosegretario del Ministero dell'industria e del commercio. È la prima volta che una donna italiana entra nel governo.

### Settembre
- 1º settembre – Trattato di alleanza tra Australia, Nuova Zelanda, Stati Uniti (patto ANZUS) sottoscritto a San Francisco, in vigore dal 28 aprile 1952 (contemporaneamente al trattato di pace con il Giappone) per garantirsi contro nuove possibili aggressioni giapponesi.
- 3 settembre – Winston Churchill viene eletto primo ministro britannico (fino al 5 aprile 1955); gli succede Anthony Eden (fino al 9 gennaio 1957); seguirà Harold Macmillan (fino all'ottobre 1964); poi Harold Wilson (Partito Laburista).
- 8 settembre – San Francisco: gli Stati Uniti e altri 48 stati firmano il trattato di pace con il Giappone (trattato di San Francisco).
- 10 settembre – il Regno Unito dà inizio a ritorsioni economiche contro le misure di nazionalizzazione del petrolio del governo Mossadeq in Iran.
- 11 settembre – Florence Chadwick attraversa la Manica a nuoto dall'Inghilterra alla Francia e diventa la prima donna ad aver compiuto la traversata in entrambe le direzioni.

### Ottobre
- 25 ottobre – Regno Unito: il Partito Conservatore vince le elezioni e il suo leader, Winston Churchill, torna nuovamente al potere.
- 28 ottobre – a Pedralbes Juan Manuel Fangio vince il Gran Premio di Spagna 1951 e conquista così il suo primo titolo mondiale in Formula 1.
- 31 ottobre – il Tribunale militare di Bologna condanna all'ergastolo il maggiore Walter Reder per il massacro di Marzabotto.

### Novembre
- 4 novembre – Italia: si svolge il IX censimento generale (il primo dalla fine della seconda guerra mondiale). Gli italiani sono 47.515.537, di cui 23.259.000 uomini e 24.257.000 donne. Il 12,9% sono analfabeti. La popolazione attiva è di 19.577.000: il 42.2% lavora nell'agricoltura, il 32,1% nell'industria e il 25,7% nel terziario.
- 7 novembre – Filadelfia: il cantante e attore italo-americano Frank Sinatra sposa Ava Gardner. Da pochi giorni Sinatra aveva ottenuto il divorzio da Nancy Barbato.
- 14 novembre – Italia, alluvione del Polesine: lo straripamento delle acque del Po causerà circa 100 vittime e costringerà all'evacuazione circa 180 000 abitanti, in gran parte della provincia di Rovigo.
- 25 novembre – a Mobile, in Alabama, Herb Thomas vince l'ultima gara del campionato NASCAR "Grand National Series" e diventa così campione della Serie.

## Nati
Ci sono circa 3 120 voci su persone nate nel 1951; vedi la pagina Nati nel 1951 per un elenco descrittivo o la categoria Nati nel 1951 per un indice alfabetico.

## Morti
Ci sono circa 830 voci su persone morte nel 1951; vedi la pagina Morti nel 1951 per un elenco descrittivo o la categoria Morti nel 1951 per un indice alfabetico.

## Calendario
| Calendario 1951 | Calendario 1951 | Calendario 1951 | Calendario 1951 | Calendario 1951 | Calendario 1951 | Calendario 1951 | Calendario 1951 | Calendario 1951 | Calendario 1951 | Calendario 1951 | Calendario 1951 | Calendario 1951 | Calendario 1951 | Calendario 1951 | Calendario 1951 | Calendario 1951 | Calendario 1951 | Calendario 1951 | Calendario 1951 | Calendario 1951 | Calendario 1951 | Calendario 1951 | Calendario 1951 | Calendario 1951 | Calendario 1951 | Calendario 1951 | Calendario 1951 | Calendario 1951 | Calendario 1951 | Calendario 1951 | Calendario 1951 | Calendario 1951 |
| --------------- | --------------- | --------------- | --------------- | --------------- | --------------- | --------------- | --------------- | --------------- | --------------- | --------------- | --------------- | --------------- | --------------- | --------------- | --------------- | --------------- | --------------- | --------------- | --------------- | --------------- | --------------- | --------------- | --------------- | --------------- | --------------- | --------------- | --------------- | --------------- | --------------- | --------------- | --------------- | --------------- |
|                 | 1               | 2               | 3               | 4               | 5               | 6               | 7               | 8               | 9               | 10              | 11              | 12              | 13              | 14              | 15              | 16              | 17              | 18              | 19              | 20              | 21              | 22              | 23              | 24              | 25              | 26              | 27              | 28              | 29              | 30              | 31              |                 |
| Gennaio         | Lu              | Ma              | Me              | Gi              | Ve              | Sa              | Do              | Lu              | Ma              | Me              | Gi              | Ve              | Sa              | Do              | Lu              | Ma              | Me              | Gi              | Ve              | Sa              | Do              | Lu              | Ma              | Me              | Gi              | Ve              | Sa              | Do              | Lu              | Ma              | Me              |                 |
| Febbraio        | Gi              | Ve              | Sa              | Do              | Lu              | Ma              | Me              | Gi              | Ve              | Sa              | Do              | Lu              | Ma              | Me              | Gi              | Ve              | Sa              | Do              | Lu              | Ma              | Me              | Gi              | Ve              | Sa              | Do              | Lu              | Ma              | Me              |                 |                 |                 |                 |
| Marzo           | Gi              | Ve              | Sa              | Do              | Lu              | Ma              | Me              | Gi              | Ve              | Sa              | Do              | Lu              | Ma              | Me              | Gi              | Ve              | Sa              | Do              | Lu              | Ma              | Me              | Gi              | Ve              | Sa              | Do              | Lu              | Ma              | Me              | Gi              | Ve              | Sa              |                 |
| Aprile          | Do              | Lu              | Ma              | Me              | Gi              | Ve              | Sa              | Do              | Lu              | Ma              | Me              | Gi              | Ve              | Sa              | Do              | Lu              | Ma              | Me              | Gi              | Ve              | Sa              | Do              | Lu              | Ma              | Me              | Gi              | Ve              | Sa              | Do              | Lu              |                 |                 |
| Maggio          | Ma              | Me              | Gi              | Ve              | Sa              | Do              | Lu              | Ma              | Me              | Gi              | Ve              | Sa              | Do              | Lu              | Ma              | Me              | Gi              | Ve              | Sa              | Do              | Lu              | Ma              | Me              | Gi              | Ve              | Sa              | Do              | Lu              | Ma              | Me              | Gi              |                 |
| Giugno          | Ve              | Sa              | Do              | Lu              | Ma              | Me              | Gi              | Ve              | Sa              | Do              | Lu              | Ma              | Me              | Gi              | Ve              | Sa              | Do              | Lu              | Ma              | Me              | Gi              | Ve              | Sa              | Do              | Lu              | Ma              | Me              | Gi              | Ve              | Sa              |                 |                 |
| Luglio          | Do              | Lu              | Ma              | Me              | Gi              | Ve              | Sa              | Do              | Lu              | Ma              | Me              | Gi              | Ve              | Sa              | Do              | Lu              | Ma              | Me              | Gi              | Ve              | Sa              | Do              | Lu              | Ma              | Me              | Gi              | Ve              | Sa              | Do              | Lu              | Ma              |                 |
| Agosto          | Me              | Gi              | Ve              | Sa              | Do              | Lu              | Ma              | Me              | Gi              | Ve              | Sa              | Do              | Lu              | Ma              | Me              | Gi              | Ve              | Sa              | Do              | Lu              | Ma              | Me              | Gi              | Ve              | Sa              | Do              | Lu              | Ma              | Me              | Gi              | Ve              |                 |
| Settembre       | Sa              | Do              | Lu              | Ma              | Me              | Gi              | Ve              | Sa              | Do              | Lu              | Ma              | Me              | Gi              | Ve              | Sa              | Do              | Lu              | Ma              | Me              | Gi              | Ve              | Sa              | Do              | Lu              | Ma              | Me              | Gi              | Ve              | Sa              | Do              |                 |                 |
| Ottobre         | Lu              | Ma              | Me              | Gi              | Ve              | Sa              | Do              | Lu              | Ma              | Me              | Gi              | Ve              | Sa              | Do              | Lu              | Ma              | Me              | Gi              | Ve              | Sa              | Do              | Lu              | Ma              | Me              | Gi              | Ve              | Sa              | Do              | Lu              | Ma              | Me              |                 |
| Novembre        | Gi              | Ve              | Sa              | Do              | Lu              | Ma              | Me              | Gi              | Ve              | Sa              | Do              | Lu              | Ma              | Me              | Gi              | Ve              | Sa              | Do              | Lu              | Ma              | Me              | Gi              | Ve              | Sa              | Do              | Lu              | Ma              | Me              | Gi              | Ve              |                 |                 |
| Dicembre        | Sa              | Do              | Lu              | Ma              | Me              | Gi              | Ve              | Sa              | Do              | Lu              | Ma              | Me              | Gi              | Ve              | Sa              | Do              | Lu              | Ma              | Me              | Gi              | Ve              | Sa              | Do              | Lu              | Ma              | Me              | Gi              | Ve              | Sa              | Do              | Lu              |                 |

## Premi Nobel
- per la Pace: Léon Jouhaux
- per la Letteratura: Pär Fabian Lagerkvist
- per la Medicina: Max Theiler
- per la Fisica: John Douglas Cockcroft, Ernest Thomas Sinton Walton
- per la Chimica: Edwin Mattison McMillan, Glenn Theodore Seaborg